# محوطه قلعه قالاجوق
محوطه قلعه قالاجوق مربوط به دوره اشکانیان است و در شهرستان کوثر، بخش مرکزی، دهستان سنجبد شمالی، روستای قالاجوق واقع شده و این اثر در تاریخ ۲۶ اسفند ۱۳۸۷ با شمارهٔ ثبت ۲۵۷۷۸ به‌عنوان یکی از آثار ملی ایران به ثبت رسیده است.